# ヘムロック・グローヴ
『ヘムロック・グローヴ』（原題: Hemlock Grove）は、2013年から2015年までNetflixで配信されたアメリカ合衆国のテレビドラマシリーズ。小さな田舎町ヘムロック・グローヴで起こる事件と恐ろしい秘密を暴くホラードラマ。原作・制作はブライアン・マクグリーヴィ、リー・シップマン、出演はファムケ・ヤンセン、ビル・スカルスガルド、ランドン・リブロンなど。2013年4月19日にNetflixオリジナル作品として全世界へ配信され、2015年の第3シーズンで終了した。2022年10月22日をもって、全世界でNetflixでは配信終了となる予定である。

## あらすじ
ペンシルバニア州の小さな田舎町ヘムロック・グローヴ。あるとき、2人の少女が無残に引き裂かれた姿で発見される。狼男と噂され、容疑者として疑われる転校生のピーターは、殺人現場で遭遇した変わり者のローマンと共に事件を解明しようとする。

## 登場人物とキャスト

### メイン
※括弧内は日本語吹替
オリヴィア・ゴッドフリー
演 - ファムケ・ヤンセン（日野由利加）
ローマン・ゴッドフリー
演 - ビル・スカルスガルド（金城大和）
ピーター・ルマンセック
演 - ランドン・リブロン（興津和幸）
リーサ・ゴッドフリー
演 - ペネロープ・ミッチェル（國立幸）
クリスティーナ・ウェンダ
演 - フレイヤ・ティングレイ（橋本結）
デスティニー・ルマンセック
演 - カニエフティイオ・ホーン（あんどうさくら）
ヨアン・プライス博士
演 - ジョエル・デ・ラ・フエンテ（宮本充）
ノーマン・ゴッドフリー
演 - ダグレイ・スコット（岩崎ひろし）
シェリー・ゴッドフリー
演 - ニコール・ボワヴァン / マドレーヌ・マーティン（茉莉邑薫）
アニー
演 - カミーユ・ド・パズイ（能登麻美子）

## エピソード
| シーズン | シーズン | 話数 | 話数 | 放送期間       | 放送期間       |
| -------- | -------- | ---- | ---- | -------------- | -------------- |
|          | 1        | 13   | 13   | 2013年4月19日  | 2013年4月19日  |
|          | 2        | 10   | 10   | 2014年7月11日  | 2014年7月11日  |
|          | 3        | 10   | 10   | 2015年10月23日 | 2015年10月23日 |

＊各シーズン全話一斉配信

## 製作
2011年12月、Netflixとゴーモン・インターナショナル・テレビジョンが『ヘムロック・グローブ』の本作の製作の最終契約を結んだとDeadline Hollywoodが報じた。このプロジェクトは2012年3月に正式に発表された。撮影はトロントのセントクレアとヨンジのディアパーク合同教会とオンタリオ州ハミルトンのハミルトン墓地で行われた。ヘムロック・グローブ・ハイスクールの撮影は、トロントのアーシュラ・フランクリン・アカデミー/ウェスタン・テクニカル・コマーシャル・スクールで行われた。エピソード1のオープニングシーンは、オンタリオ州ポートペリーのクイーンストリートで行われた。